# 광천초등학교 (경남)
광천초등학교는 대한민국 경상남도 남해군 창선면 서부로 408 (광천리)에 있었던 공립 초등학교이다.

## 학교 연혁
- 1940년 5월 10일 창선공립심상소학교 부설 광천간이학교 개교(설립인가 4월 10일)
- 1944년 4월 16일 창선공립국민학교 광천분교장 인가
- 1948년 4월 21일 광천공립국민학교 승격
- 1996년 3월 1일 광천초등학교로 개칭
- 1999년 2월 20일 제50회 졸업식 (1,802명)
- 1999년 9월 1일 창선초등학교에 통폐합